# غوص عميق

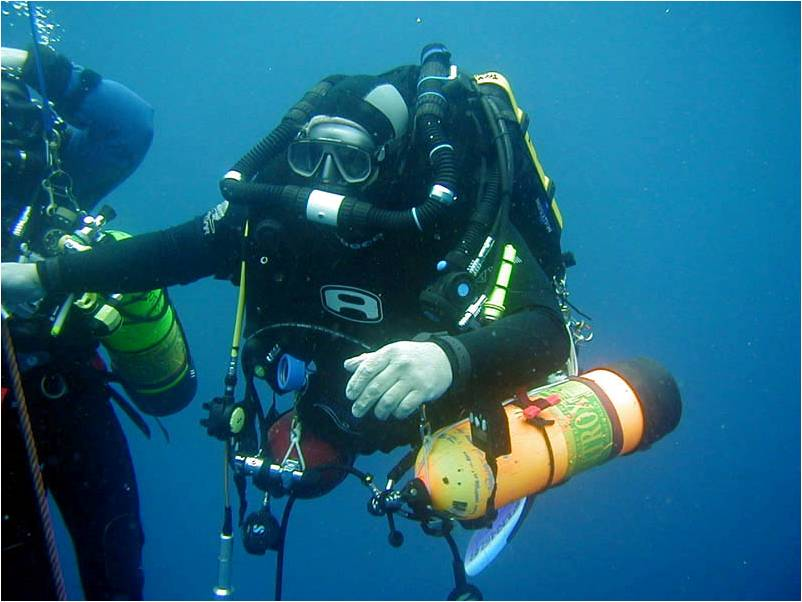
غواص حطام السفن تريفور جاكسون يستخدم جهاز إعادة التنفس مع أسطوانات إنقاذ ذات دائرة مفتوحة أثناء عودته من غوص على عمق 600 قدم (180 مترًا).

الغوص العميق تحت الماء هو أحد أنواع الغوص الذي يتجاوز المجال الطبيعي المقبول للغوص حسب المختصين. أحيانًا يكون هذا الحد الأقصى تحدده جهة مختصة، بينما يرتبط في حالات أخرى بمستوى شهادة أو تدريب، وقد يختلف باختلاف نوع الغوص ترفيهيًا أو تقنيًا أو تجاريًا. يصبح تخدير النيتروجين خطرًا على عمق أقل من 30 مترًا (98 قدمًا) ويصبح من الضروري استخدام غاز التنفس الخالي من الأكسجين على عمق أقل من 60 مترًا (200 قدم) لتقليل خطر التسمم بالأكسجين.
تمنح بعض وكالات الغوص الترفيهي شهادة "غوص عميق" أو "غواص أعماق" للغواصين المدربين على الغوص إلى أعماق محددة تتجاوز عادةً 30 متراً (98 قدماً). أما اتحاد مدربي الغوص المحترفين (PADI) تُعرّف الغوص العميق في سياق الغوص الترفيهي على أنّه أي غوص يتراوح عمقه بين 18 و30 متراً (59 و98 قدماً)، وقد تختلف التعريفات بين منظمات الغوص الأخرى، وتعتبره نوعاً من الغوص التقني. يُعرّف الغوص العميق تقنيًا بأنه الغوص إلى عمق يتجاوز 60 متراً (200 قدم تقريباً)، حيث يصبح من الضروري استخدام غازات تنفسية منخفضة الأكسجين لتجنب تسمم الأكسجين. أما في الغوص الاحترافي فيُعتبر الغوص عميقاً عندما يتطلب معدات أو إجراءات أو تدريباً خاصاً.
في المجال التجاري الغوص العميق قد يعني شيئًا آخر. على سبيل المثال، حققت التجارب المبكرة التي أجرتها شركة كومكس باستخدام غازات الهيليوكس والتريمكس أعماقًا أكبر بكثير من أي غوص تقني أو ترفيهي. مثل غوص "جانوس 4" في عرض البحر حتى عمق 501 متر (1640 قدمًا) عام 1977.
سُجّل رقم قياسي عالمي في الغوص في أعماق البحار المفتوحة عام 1988، بواسطة فريق من غواصي شركة كوميكس والبحرية الفرنسية، خلال تدريباتهم على توصيل أنابيب نفط على عمق 534 متر (1750 قدم) في البحر الأبيض المتوسط، كجزء من برنامج "هيدرا 8"، استخدام فيه خليط الهيليوم والأكسجين (هليوكس) وخليط النيتروجين والأكسجين (هيدروكس). حيثُ يُقلل استخدام هيدروكس من خطر الإصابة بمتلازمة الضغط العالي العصبي (HPNS) الناتج عن استخدام الهيليوم، كما يسهل عملية التنفس لانخفاض كثافته.
بفضل بدلة الغوص الجوي (ADS)، أصبح بالإمكان الغوص إلى أعماق تصل إلى 700 متر (2300 قدم). تتميز هذه البدلات بقدرتها على مقاومة الضغط الشديد في الأعماق، مما يُبقي الغواص تحت ضغط جوي طبيعي، ويزيل بذلك مشاكل التنفس المرتبطة بالغازات المضغوطة. وفي عام 2006، حقق دانيال جاكسون، وهو كبير غواصي البحرية، رقماً قياسياً بوصوله إلى عمق 610 متر (2000 قدم) باستخدام هذه التقنية المتطورة.
جرت تجربة "هيدرا 10" التابعة لكومكس غوصًا بطريقة المحاكاة في حجرة ضغط عالي على الشاطئ باستخدام الهيدريليوكس في 20 نوفمبر 1992. أمضى خلالها ثيو مافروستوموس ساعتين على عمق افتراضي بلغ 701 متر (2300 قدم).

## نطاقات العمق في الغوص تحت الماء
يفترض الجدول التالي أن يكون سطح الماء عند مستوى سطح البحر أو بالقرب منه ويخضع للضغط الجوي الطبيعي.
لم يتضمن الجدول الآتي نطاقات الغوص الحر المختلفة، والتي يكون فيها الغوص بدون أجهزة تنفس.
| العمق             | الوصف |
| ----------------- | --- |
| 12 م (39 قدم)     | الحد الأقصى للغوص الترفيهي للأطفال دون سن الثانية عشر، وهو المستوى الأول وفقًا لمعيار ISO 24801-1 (غواص تحت إشراف).                                                                                                  |
| 18 م (60 قدم)     | حدود الغوص الترفيهي لغواصي المياه المفتوحة حسب اتحاد مدربي الغوص المحترفين (PADI). |
| 20 م (66 قدم)     | حدود الغوص الترفيهي وفقًا لمعيار ISO 24801-2، وهو المستوى 2 ويدعى "الغواص المستقل". |
| 21 م (69 قدم)     | غواص ترفيهي وفق منظمة GUE المستوى 1. |
| 30 م (98 قدم)     | العمق الموصى به للغوص الترفيهي لمتخصصي الغوص في المياه المفتوحة من PADI للمستوى المتقدم والمستوى 2 حسب منظمة GUE.متوسط العمق الذي تبدأ عنده أعراض تخدير النيتروجين في الظهور لدى البالغين.                          |
| 40 م (130 قدم)    | العمق الأقصى المسموح به للغواصين، كما هو محدد من قبل مجلس تدريب الغوص الترفيهي والمستوى 3 حسب منظمة GUE. الحد الأقصى للعمق حسب المعايير الفرنسية من المستوى الثاني برفقة مدرب (مستوى رابع)، باستخدام الهواء للتنفس. |
| 50 م (160 قدم)    | حد العمق للغواصين الذين يتنفسون الهواء المحدد من قبل نادي الغوص البريطاني وجمعية الغوص. |
| 60 م (200 قدم)    | حد العمق لمجموعة تتكون من 2 إلى 3 غواصين ترفيهيين من المستوى 3 حسب المعايير الفرنسية، يتنفسون الهواء. |
| 66 م (217 قدم)    | العمق الذي يُعرِّض فيه تنفس الهواء المضغوط الغواص لضغط أكسجين جزئي قدره 1.6 بار (23 psi). ويُعتبر العمق الأكبر عرضةً لخطر التسمم بالأكسجين.                                                                              |
| 100 م (330 قدم)   | حد الغوص التقني الموصى بها. وهو أقصى عمق مسموح به للغواصين الحاصلين على شهادة غواص تريمكس من IANTD أو الحصول على شهادة غوص تريماكس المتقدمة من TDI.                                                                 |
| 156 م (512 قدم)   | أعمق غوص باستخدام جهاز التنفس للغوص (يوليو 1999 في بويرتو جاليرا في الفلبين). |
| 200 م (660 قدم)   | حد نفاذ الضوء السطحي الكافي لنمو النباتات في المياه الصافية، على الرغم من إمكانية حصول بعض الرؤية في أماكن أبعد. |
| 230 م (750 قدم)   | الغوص الأول على متن جهاز إعادة التنفس البهيدروكس (14 فبراير 2023 في بيرس ريسورجينس في نيوزيلندا). |
| 290 م (950 قدم)   | أعمق غوص في المحيط باستخدام جهاز إعادة التنفس (23 مارس 2014 في جيلي تراوانجان في إندونيسيا). |
| 312 م (1,024 قدم) | الغوص في أعمق كهف باستخدام جهاز إعادة التنفس (6 يناير 2024 في فونت إسترامار في فرنسا). |
| 316 م (1,037 قدم) | أعمق غوص على جهاز إعادة التنفس (10 أكتوبر 2018 في بحيرة غاردا، إيطاليا). |
| 332 م (1,089 قدم) | أعمق غوص باستخدام جهاز التنفس للغوص، باستخدام خليط الغازات تريميكس (18 سبتمبر 2014 في دهب، مصر). |
| 534 م (1,752 قدم) | عملية غوص COMEX Hydra 8 على الهيدروليوكس (فبراير 1988 قبالة سواحل مرسيليا في فرنسا). |